# Izostenuria
Izostenuria – gęstość względna moczu równa 1,010-1,012 kg/l. Jest to gęstość względna odbiałczonego osocza.